# مصطفی مهرآیین
مصطفی مهرآیین (زادهٔ ۵ شهریور ۱۳۵۳) جامعه‌شناس، نویسنده و استاد دانشگاه ایرانی است. وی به‌عنوان پژوهشگر در پژوهشگاه علوم انسانی و مطالعات فرهنگی در تهران فعالیت می‌کند. مهرآیین به‌ویژه پس از حضور در یک مناظرهٔ تلویزیونی در سال ۱۴۰۲ و انتشار نامه‌ای سرگشاده خطاب به رهبر جمهوری اسلامی در سال ۱۴۰۳، به‌عنوان یکی از منتقدان صریح حکومت ایران شناخته شد.

## زندگی
مصطفی مهرآیین در ۵ شهریور ۱۳۵۳ در بندر دیر، استان بوشهر متولد شد. وی مدرک کارشناسی خود را در رشتهٔ مترجمی زبان انگلیسی از دانشگاه علامه طباطبایی در سال ۱۳۷۶ دریافت کرد. سپس تحصیلات کارشناسی ارشد و دکتری خود را در رشتهٔ جامعه‌شناسی با گرایش فرهنگ در دانشگاه تربیت مدرس به ترتیب در سال‌های ۱۳۷۹ و ۱۳۸۶ به پایان رساند.

## فعالیت‌های دانشگاهی
مهرآیین سابقهٔ تدریس در دانشگاه‌های مختلفی از جمله دانشگاه تربیت مدرس، دانشگاه علم و فرهنگ، مؤسسه پژوهشی امام خمینی و دانشگاه آزاد اسلامی (واحد علوم و تحقیقات) را دارد. وی پس از اخذ مدرک دکتری، به‌عنوان پژوهشگر در پژوهشگاه علوم انسانی و مطالعات فرهنگی مشغول به‌کار شد. از دیگر فعالیت‌های او می‌توان به همکاری در تدوین دانشنامه‌های علوم اجتماعی و تأسیس مؤسسهٔ تحقیقاتی «رخداد تازه» در سال ۱۳۹۰ اشاره کرد که تا پایان سال ۱۳۹۳ فعال بود.

## فعالیت‌های اجتماعی و سیاسی
مهرآیین از جمله چهره‌های دانشگاهی منتقد به جمهوری اسلامی ایران به‌شمار می‌رود. حضور او در مناظره‌ای تلویزیونی با مهدی جمشیدی در بهمن ۱۴۰۲ که در آن به نقد «استبداد سیاسی» در ایران پرداخت، واکنش‌های گسترده‌ای در فضای عمومی برانگیخت. در اسفند ۱۴۰۳، وی نامه‌ای سرگشاده خطاب به علی خامنه‌ای منتشر کرد و ضمن نقد سیاست‌های کلان جمهوری اسلامی، خواستار برگزاری همه‌پرسی دربارهٔ نوع حکومت، کناره‌گیری رهبر جمهوری اسلامی و آغاز مذاکرات مستقیم با ایالات متحده آمریکا شد.
مهرآیین در نامه‌ای دیگر که پس از تشکیل پرونده قضایی علیه وی و احضارش به دادسرای فرهنگ و رسانه منتشر شد، با اشاره به تجربهٔ آفریقای جنوبی، علی خامنه‌ای را به کناره‌گیری مسالمت‌آمیز از قدرت و پذیرش بخشایش دعوت کرد. او پس از نوشتن نامه به رهبر جمهوری اسلامی در مصاحبه‌ای با رادیو فردا عنوان کرد: «خامنه‌ای دور از دسترس اما عامل اصلی تمام تنش‌ها است» پس از آن بیش از ۱۰۰ استاد دانشگاه به احضار مصطفی مهرآیین واکنش نشان داده و آن را نقض آزادی اندیشه و بیان دانستند.

## آثار

### تألیفات
- داستان زندگی و تولید اندیشه: تبیین جامعه‌شناختی ظهور گفتمان چند آوایهٔ مدرنیسم اسلامی در ایران معاصر
- نظریه‌های جامعه‌شناسی معرفت
- کتابشناسی مطالعهٔ تحولات فکری و دینی در جهان اسلام در عصر مدرن
- شرایط تولید هنر (با همکاری زهرا افتخاری)
- قدرت و متن: نقش سینمای ایدئولوژیک دههٔ شصت در تثبیت قدرت جمهوری اسلامی
- جامعه‌شناسی تبلیغات تجاری (با همکاری حوریه نوری)

### ترجمه‌ها
- انقلاب ایران: ریشه‌های بحران و ناآرامی، اثر مهران کامروا[۱۵]
- جامعه‌شناسی فرهنگ، اثر روبرت وسنو
- شرایط تولید اندیشه، اثر منصور معدل و چارلز کارزمن